# Sophie Maria Helena af Reuss-Köstritz
Sophie Maria Helena af Reuss-Köstritz, gift Lynar (født 30. november 1712, død 18. februar 1781) var prinsesse af Reuss-Köstritz.
Han var datter af grev Henrik XXIV af Reuss-Köstritz og ægtede 22. maj 1735 grev Rochus Friedrich zu Lynar, med hvem hun fik 12 børn. Hun var Dame de l'union parfaite.